# Martín Concha Argüelles
Martín Pío Concha Argüelles fue un hacendado y político peruano. 
Hijo de Martín Concha y Cámara, heredó la hacienda Quillabamba ubicada en la provincia de La Convención así como la Casa Concha que actualmente es patrimonio cultural de la humanidad al formar parte del centro histórico de la ciudad del Cusco. En 1915, cedió terrenos al gobierno peruano para el trazo y establecimiento de la actual ciudad de Quillabamba, capital provincial de La Convención.
Siempre por la provincia de Urubamba, sería diputado entre 1872 y 1876.  , 1876 y 1879 y entre 1879 y 1881 durante la Guerra del Pacífico
En 1881 formó parte de la Asamblea Nacional de Ayacucho convocado por Nicolás de Piérola luego de la Ocupación de Lima durante la Guerra del Pacífico. Este congreso aceptó la renuncia de Piérola al cargo de Dictador que había tomado en 1879 y lo nombró presidente provisorio. Sin embargo, el desarrollo de la guerra generó la pérdida de poder de Piérola por lo que este congreso no tuvo mayor relevancia.
En 1885, junto con Juan José Moscoso y Néstor Cosío, financió al joyero francés Jean Marcés en su propuesta para instalar nuevmente la Casa de Moneda del Cusco y acuñar monedas. La propuesta fue aceptada mediante Decreto de Prefectura del 11 de septiembre de ese año. Inicialmente instalada en el barrio de Suytoccato, en 1886 se trasladó a la Casa Silva ubicada en el Centro histórico del Cuzco al costado del Convento de Santa Teresa